# Comida por quilo
Um restaurante de comida por quilo (ou comida a quilo, ou quilão) serve uma variedade de alimentos prontos que o cliente escolhe a vontade, como num buffet livre (self-service), mas que são cobrados de acordo com o peso consumido, em vez de por pessoa ou por prato.
Restaurantes por quilo são comuns onde há concentração de comércio e escritórios, como em shopping centers, e são uma opção comum de almoço rápido para empregados. Muitos desses restaurantes só funcionam por quilo durante o almoço, e fecham ou mudam para serviço a la carte fora desse período. Além de estabelecimentos individuais, hoje há várias redes e franquias de restaurantes desse tipo.
Há relatos de restaurantes por quilo na Europa na década de 1960, mas o modelo só se difundiu no Brasil no ano de 1984  Frederico da Mata Machado, criador do Comida a quilo, fundou na capital mineira Belo Horizonte, o restaurante Isto e Aquilo, em seguida abriu vários restaurantes na capital mineira competindo principalmente com os tradicionais restaurantes de serviço a la carte, sistema de rodízio, lanchonetes e restaurantes de prato feito; bem como com os buffets de preço único e redes de fast food que haviam surgido poucos anos antes. No início, limitados a pratos simples, foram com o tempo se diversificando e ampliando seu cardápio. Em poucos anos esta modalidade  de serviço, que teve grande aceitação pelo publico,  se espalhou por todo o país, e muitos restaurantes tradicionais também aderiram ao modelo. No final da década de 1990, restaurantes de comida por quilo foram também introduzidos em Portugal, por influência brasileira.

## Funcionamento
Na maioria dos restaurantes por quilo, os alimentos prontos ficam expostos sobre um balcão (que pode ser refrigerado ou aquecido), e o próprio cliente se serve deles, no estilo self-service. Entretanto, certos alimentos como massas ou grelhados podem ser preparados e  servidos por funcionários do local, a pedido do cliente.
Geralmente o preço é fixado por quilograma ou para cada 100 gramas. Os alimentos são pesados antes que o cliente se dirija ao local de consumo. Há balanças especializadas para esse fim, que automaticamente subtraem o peso do prato vazio (tara) e calculam o preço a pagar. Conforme o estabelecimento, o pagamento pode ser feito logo após a pesagem, ou registrado em uma comanda ou computador para pagamento na saída do local.
Bebidas são normalmente pagas à parte, por unidade. Sobremesas podem ser pagas por unidade ou por quilo; neste segundo caso, o preço é geralmente diferenciado, e uma balança separada é usada para esse fim. Muitos restaurantes permitem a compra de alimentos para consumo fora do local ("para viagem" ou marmitex), mas nesse caso alguns alimentos (como carnes) podem ter preços diferentes do preço único normal.
Ao contrário de restaurantes tipo buffet livre ou rodízio, restaurantes por quilo não precisam estabelecer penalidades por desperdício de comida, nem proibir ou controlar o compartilhamento de pratos. Por outro lado, geralmente há uma multa por extravio da comanda, comparável ao preço por quilo, por pessoa.

## Vantagens e desvantagens
Para os clientes, as principais vantagens dos restaurantes por quilo são a rapidez e a liberdade de escolha, tanto dos alimentos quanto de sua quantidade. Por outro lado, uma vez que o preço é único, restaurantes por quilo raramente oferecem alimentos que demandam ingredientes muito caros, e o preço é geralmente exagerado para os alimentos mais simples como arroz ou batatas. Esse modelo também não permite oferecer pratos muito sofisticados, e o cliente pode ter dificuldade em formar uma combinação gastronomicamente harmoniosa com os alimentos oferecidos.
Para o estabelecimento, comparado com outros tipos de restaurante, as vantagens são o baixo custo de implantação, a maior eficiência decorrente do preparo alimentos em grandes quantidades, a possibilidade de usar cozinheiros menos qualificados, a redução no número de atendentes e a capacidade de servir mais clientes no mesmo tempo.